# Welkenraedt
Welkenraedt (Nederlands: Welkenraat; Duits: Welkenrath; Waals: Welkenrote; Ripuarisch: Wälekete) is een plaats en gemeente in de Belgische provincie Luik. De gemeente telt ruim 10.000 inwoners. De wekelijkse markt vindt plaats op zaterdag. Met de twee buurgemeenten Baelen en Plombières en het oosten van Voeren vormt ze de zogenaamde Platdietse streek. De plaats behoorde tot het oorspronkelijk gebied van het hertogdom Limburg.
In de gemeente wordt Platdiets, een Limburgs dialect, gesproken, maar bij de vastlegging van de taalgrens (in 1963) kwam de gemeente toch aan de Franse kant van de taalgrens terecht. Toch was de mogelijkheid voor het instellen van Nederlandse of Duitse taalfaciliteiten opengelaten (artikel 16 van de Wet op het gebruik van de talen in bestuurszaken). Volgens artikel 3 van de Wet op het gebruik van de talen in het onderwijs (18 juli 1963) is er in Welkenraedt de mogelijkheid het onderwijs in een andere dan de Franse taal te organiseren.

## Etymologie
Het achtervoegsel "raedt" in de plaatsnaam is een spellingsvariant op het Middelnederlandse woord rode of rade (vergelijk Kerkrade) en het Duitse -rath of -roth. Het verwijst naar gerooid land, land dat door het rooien van bomen geschikt is gemaakt voor bebouwing.

## Geschiedenis
Tot de opheffing van het hertogdom Limburg hoorde Welkenraedt tot de Limburgse hoogbank Baelen. Net als de rest van het hertogdom werd Welkenraedt bij de annexatie van de Zuidelijke Nederlanden door de Franse Republiek in 1795 opgenomen in het toen gevormde departement Ourthe.
Na de val van Napoleon werd bij een grensverdrag van 26 juni 1816 tussen de Nederlanden en Pruisen de sectie Herbestal (215 inwoners) afgestaan aan Pruisen. Welkenraedt werd zo een grensdorp.
In 1830 werd Welkenraedt na de Belgische onafhankelijkheid een Belgische grensgemeente en geograaf Philippe Vandermaelen telde er 87 landelijke woningen met strodaken, een kerk, een kapel, een gemeentehuis en een school. Er waren 406 inwoners die "Vlaams" spraken; er was een belangrijke seizoensmigratie uit Luxemburg (dat toen de huidige Belgische provincie Luxemburg en het groothertogdom Luxemburg omvatte) – ze kwamen vooral werken in het oogstseizoen. Het inventaris omvat verder details over de natuurlijke omgeving, bodems, landbouwproductie en veestapel. Er was geen nijverheid. Ook het wegennetwerk van toen is beschreven. De omschrijving door Vandermaelen geeft een interessante inkijk in het dagelijkse leven rond 1830. In 1843 werd de spoorlijn Luik - Aken ingehuldigd en het station van Welkenraedt werd geopend als grensstation, voor de Pruisische grens. Het station hielp mee aan de industriële en demografische ontwikkeling van de gemeente.
Na de Eerste Wereldoorlog en het Verdrag van Versailles kwam het voormalig Pruisische gebied ten oosten van Welkenraedt bij België, waardoor Welkenraedt niet langer een grensgemeente was.

## Kernen
Het dorpscentrum van de (Waalse) plaats Welkenraedt sluit aan op de plaats Herbesthal, op het grondgebied van de (Duitstalige) buurgemeente Lontzen.

### Deelgemeenten
| # | Naam            | Opp. (km²) | Inwoners (2020) | Inwoners per km² | NIS-code |
| - | --------------- | ---------- | --------------- | ---------------- | -------- |
| 1 | Welkenraedt     | 8,07       | 7.423           | 920              | 63084A   |
| 2 | Hendrik-Kapelle | 16,75      | 2.645           | 158              | 63084B   |

### Overige kernen
In de gemeente liggen verschillende kleine gehuchten, waaronder Lançaumont (Lantzenberg) en La Bruyère (Heide) ten zuiden en westen van het dorpscentrum van Welkenraedt.

## Bezienswaardigheiden
- Monument (zuil met fontein) met de namen van de inwoners die tijdens de twee wereldoorlogen vielen, gedeporteerd werden of als partizanen tegen de Duitsers vochten (kerngemeente Welkenraedt).
- Huis Zimmermann (18de eeuw), gelegen in het centrum van Welkenraedt.
- Sint-Jan-de-Doperkerk uit 1880 (met een afbeelding van Het Laatste Avondmaal in het hoogkoor) te Welkenraedt.

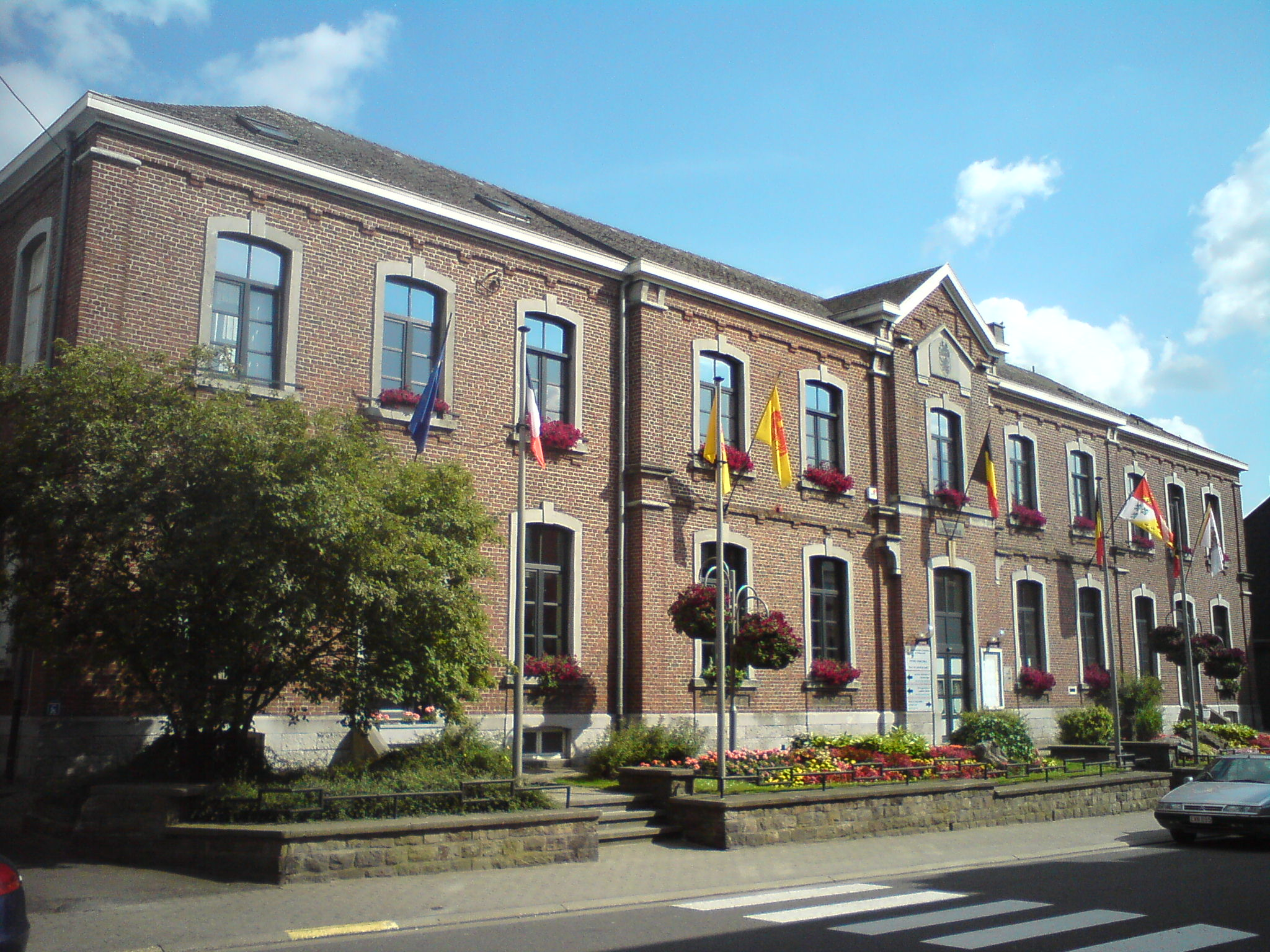
Welkenraedt, het gemeentehuis
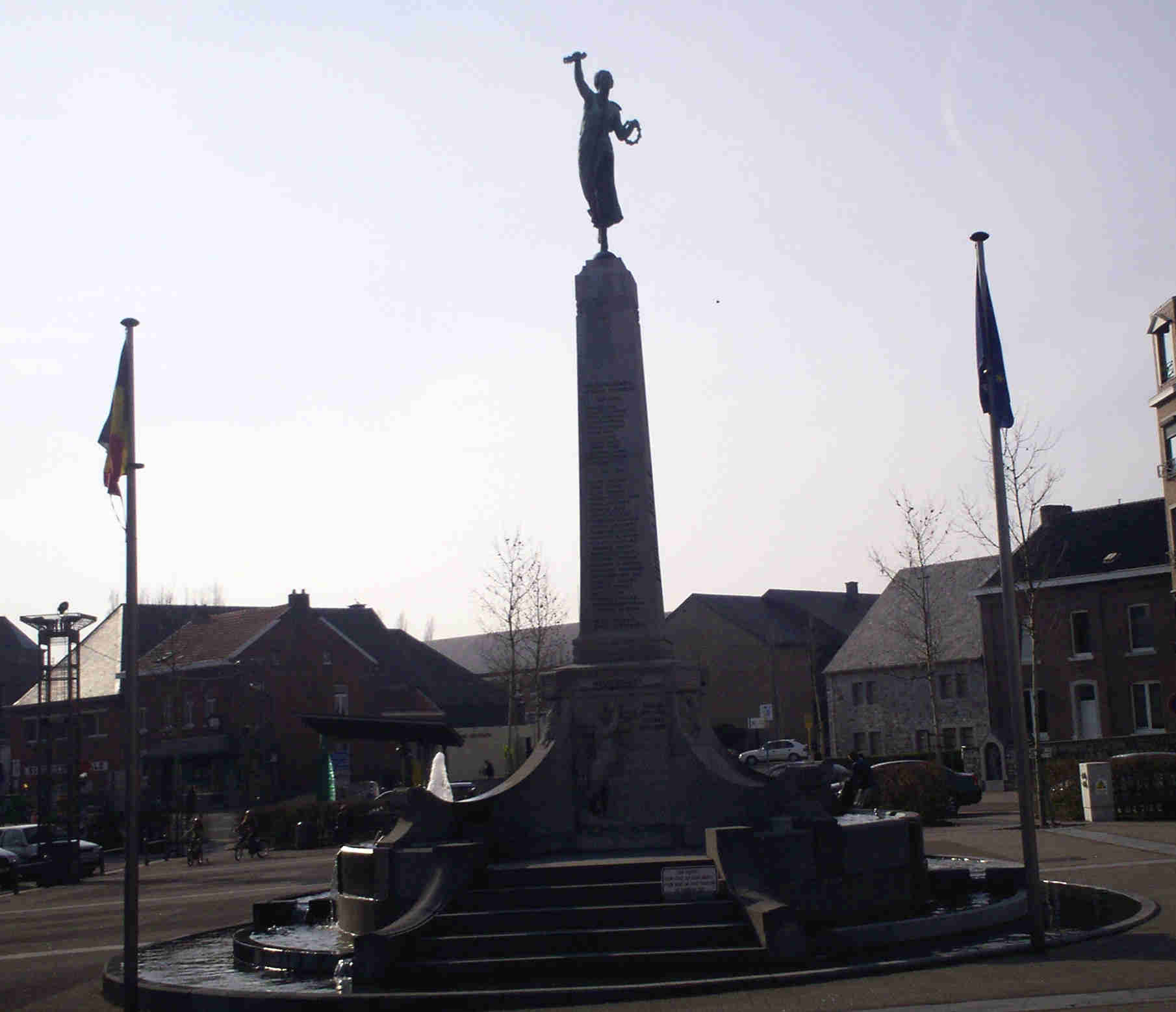
Welkenraedt, het centrum
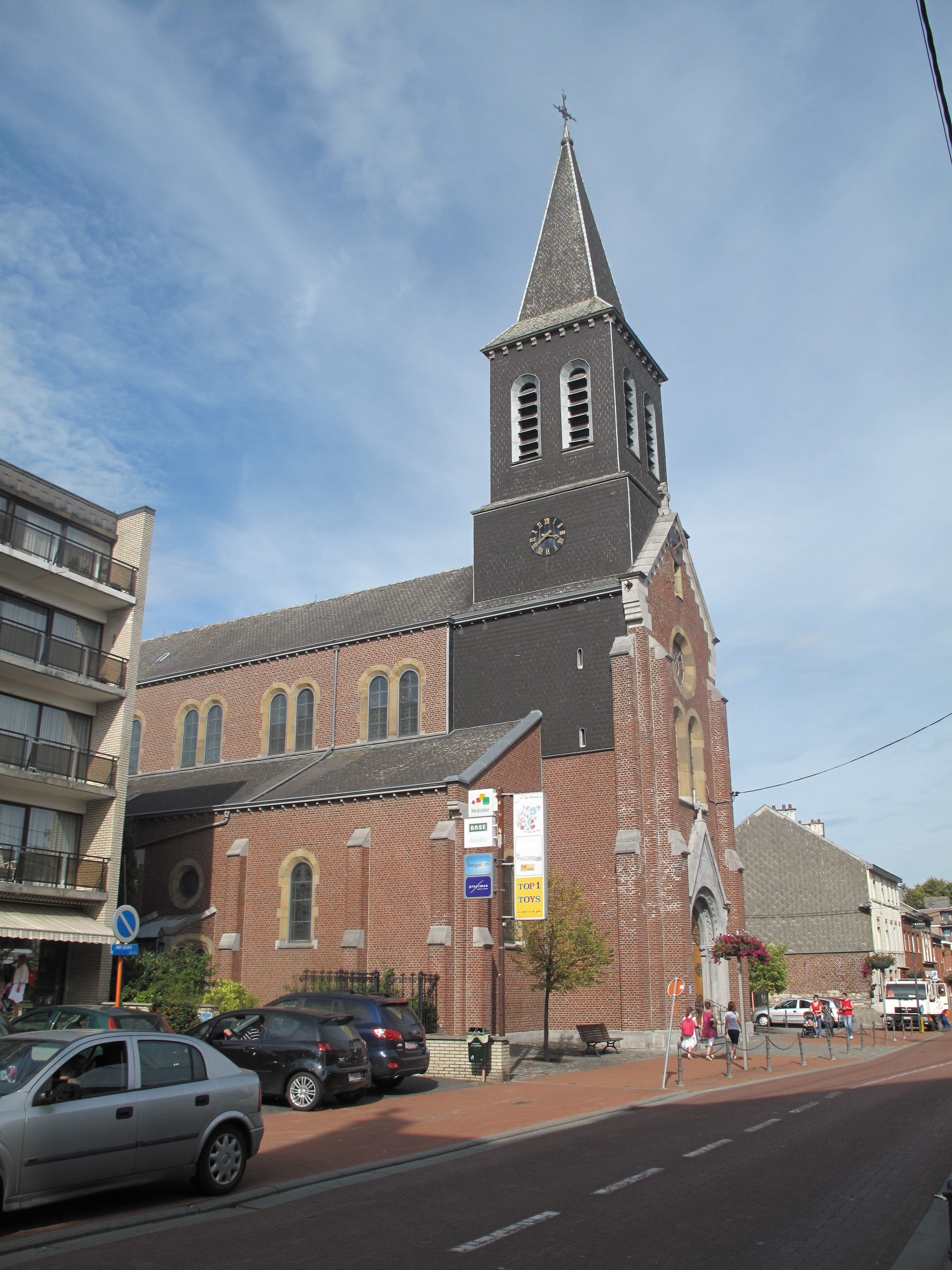
Welkenraedt, Sint-Jan-de-Doperkerk

## Natuur en landschap
Welkenraedt ligt in het Land van Herve, op een hoogte van ongeveer 260 meter. Het dorp ligt in het stroomgebied van de Ruyff (een beek die uitmondt in de Vesder), nabij de waterscheiding met de Geul. De omgeving is gekenmerkt door landbouw. In het zuiden is er een bedrijventerrein (Lançaumont) en de autoweg E40 met parallel daaraan de spoorlijn HSL 3. Ook kent Welkenraedt een spoorwegstation met emplacement, voor spoorlijn 37. Zuidwestelijk van Welkenraedt ligt het Staatsbos van Grunhaut.

## Politiek

### Resultaten gemeenteraadsverkiezingen sinds 1976
| Partij                                              | 10-10-1976 | 10-10-1976 | 10-10-1982 | 10-10-1982 | 9-10-1988 | 9-10-1988 | 9-10-1994 | 9-10-1994 | 8-10-2000 | 8-10-2000 | 8-10-2006 | 8-10-2006 | 14-10-2012 | 14-10-2012 | 14-10-2018 | 14-10-2018 | 13-10-2024 | 13-10-2024 |
| Stemmen / Zetels                                    | %          | 19         | %          | 19         | %         | 19        | %         | 19        | %         | 19        | %         | 21        | %          | 21         | %          | 21         | %          | 21         |
| --------------------------------------------------- | ---------- | ---------- | ---------- | ---------- | --------- | --------- | --------- | --------- | --------- | --------- | --------- | --------- | ---------- | ---------- | ---------- | ---------- | ---------- | ---------- |
| LB1 / PS-IC2 / Ensemble3/ LBB                       | 37,281     | 7          | 51,582     | 11         | 59,182    | 12        | 46,852    | 9         | 49,54D    | 10        | 43,222    | 10        | 35,662     | 8          | 22,133     | 5          | 51,03B     | 11         |
| PSC-ICA / PSC-PRLB / IC-PSCC / PS-ICD/ MR-IC1 / LBB | 51,09A     | 11         | 41,72B     | 8          | 40,82C    | 7         | 43,14C    | 9         | 49,54D    | 10        | 23,291    | 5         | 33,331     | 8          | 35,60B     | 9          | 51,03B     | 11         |
| PSC-ICA / PSC-PRLB / IC-PSCC / cdH1 / PLUS2         | 51,09A     | 11         | 41,72B     | 8          | 40,82C    | 7         | 43,14C    | 9         | 37,87C    | 7         | 25,31     | 5         | 20,311     | 4          | 17,322     | 3          | 35,572     | 8          |
| ECOLO                                               | -          |            | 6,69       | 0          | -         |           | 10,01     | 1         | 12,64     | 2         | 8,19      | 1         | 10,7       | 1          | 12,52      | 2          | 13,40      | 2          |
| Icwh-CH                                             | 11,62      | 1          | -          |            | -         |           | -         |           | -         |           | -         |           | -          |            | -          |            | -          |            |
| Obj.Citoyens                                        | -          |            | -          |            | -         |           | -         |           | -         |           | -         |           | -          |            | 12,42      | 2          | -          |            |
| Totaal stemmen                                      | 4820       | 4820       | 5206       | 5206       | 5333      | 5333      | 5579      | 5579      | 5741      | 5741      | 6337      | 6337      | 6355       | 6355       | 6575       | 6575       | 6588       | 6588       |
| Opkomst %                                           |            |            |            |            | 93,87     | 93,87     | 92,38     | 92,38     | 91,03     | 91,03     | 92,34     | 92,34     | 88,18      | 88,18      | 88,97      | 88,97      | 85,15      | 85,15      |
| Blanco en ongeldig %                                | 5,23       | 5,23       | 5,3        | 5,3        | 6,19      | 6,19      | 6,38      | 6,38      | 7,0       | 7,0       | 5,81      | 5,81      | 6,15       | 6,15       | 7,82       | 7,82       | 8,50       | 8,50       |

### Burgemeesters
- 1983-2003 André Grosjean (PS-IC)
- 2003-2012 Claude Klenkenberg (PS-IC, LB)
- 2012-heden Jean-Luc Nix (MR-IC)

## Demografische ontwikkeling

### Demografische evolutie voor de fusie
- Bron:NIS - Opm:1831 t/m 1970=volkstellingen op 31 december

### Demografische ontwikkeling van de fusiegemeente
Alle historische gegevens hebben betrekking op de huidige gemeente, inclusief deelgemeenten, zoals ontstaan na de fusie van 1 januari 1977.
- Bronnen:NIS, Opm:1831 tot en met 1981=volkstellingen; 1990 en later= inwonertal op 1 januari

| Inwoners van jaar tot jaar op 1 januari 1992 tot heden | Inwoners van jaar tot jaar op 1 januari 1992 tot heden | Inwoners van jaar tot jaar op 1 januari 1992 tot heden |
| jaar                                                   | Aantal                                                 | Evolutie: 1992=index 100                               |
| ------------------------------------------------------ | ------------------------------------------------------ | ------------------------------------------------------ |
| 1992                                                   | 8.312                                                  | 100,0                                                  |
| 1993                                                   | 8.411                                                  | 101,2                                                  |
| 1994                                                   | 8.466                                                  | 101,9                                                  |
| 1995                                                   | 8.558                                                  | 103,0                                                  |
| 1996                                                   | 8.651                                                  | 104,1                                                  |
| 1997                                                   | 8.705                                                  | 104,7                                                  |
| 1998                                                   | 8.772                                                  | 105,5                                                  |
| 1999                                                   | 8.753                                                  | 105,3                                                  |
| 2000                                                   | 8.801                                                  | 105,9                                                  |
| 2001                                                   | 8.828                                                  | 106,2                                                  |
| 2002                                                   | 8.888                                                  | 106,9                                                  |
| 2003                                                   | 8.929                                                  | 107,4                                                  |
| 2004                                                   | 9.055                                                  | 108,9                                                  |
| 2005                                                   | 9.139                                                  | 109,9                                                  |
| 2006                                                   | 9.163                                                  | 110,2                                                  |
| 2007                                                   | 9.237                                                  | 111,1                                                  |
| 2008                                                   | 9.347                                                  | 112,5                                                  |
| 2009                                                   | 9.425                                                  | 113,4                                                  |
| 2010                                                   | 9.508                                                  | 114,4                                                  |
| 2011                                                   | 9.638                                                  | 116,0                                                  |
| 2012                                                   | 9.703                                                  | 116,7                                                  |
| 2013                                                   | 9.753                                                  | 117,3                                                  |
| 2014                                                   | 9.791                                                  | 117,8                                                  |
| 2015                                                   | 9.812                                                  | 118,0                                                  |
| 2016                                                   | 9.809                                                  | 118,0                                                  |
| 2017                                                   | 9.887                                                  | 118,9                                                  |
| 2018                                                   | 9.920                                                  | 119,3                                                  |
| 2019                                                   | 10.002                                                 | 120,3                                                  |
| 2020                                                   | 10.068                                                 | 121,1                                                  |
| 2021                                                   | 10.175                                                 | 122,4                                                  |
| 2022                                                   | 10.428                                                 | 125,5                                                  |
| 2023                                                   | 10.515                                                 | 126,5                                                  |
| 2024                                                   | 10.464                                                 | 125,9                                                  |
| 2025                                                   | 10.521                                                 | 126,6                                                  |

## Vervoer
Welkenraedt is een klein spoorwegknooppunt aan de spoorlijn 37 (Luik - Aken) en spoorlijn 49 (Welkenraedt - Eupen), en het station Welkenraedt dankt een stuk zijn naamsbekendheid in Vlaanderen als bestemming van bepaalde treinen op de verbinding van de kust, via Brussel naar het oosten van het land. Ook de hogesnelheidslijn HSL 3 doorkruist Welkenraedt.

## Sport
Voetbalclub FC Welkenraedt is aangesloten bij de KBVB en actief in de provinciale reeksen. De club ontstond uit de fusie van R. Alliance Welkenraedt-Bruyère en RCS Welkenraedt.

## Trivia
- De groep Yevgueni bracht in 2011 een cd uit getiteld 'Welkenraedt'.

## Dialect
Het dialect van Welkenraedt behoort tot de Nederlandstalige dialecten en is een overgangsgebied tussen het Limburgs en het Ripuarisch. Het is vooral na de Tweede Wereldoorlog bergafwaarts gegaan met het dialect; het werd ten onrechte gezien als een Duits dialect. De laatste jaren komt er wat meer aandacht voor het zogenaamde Platdiets.

## Nabijgelegen kernen
Herbesthal, Henri-Chapelle, Limbourg, Baelen